# 136-й гвардейский артиллерийский полк
136-й гвардейский артиллерийский полк — тактическое формирование Сухопутных войск Российской Федерации. Сформирован из мобилизованных жителей Ярославской области.

## История
136-й артиллерийский полк сформирован в ходе мобилизации в России, преимущественно из мобилизованных резервистов Ярославской области в 2022 году. Формировался полк в октябре — ноябре 2022 года в Костроме на базе Военной академии РХБЗ и в учебном центре «Песочное» Костромской области. Полк продолжает преемственность от артиллерийского полка Рабоче-крестьянской Красной армии, созданного в 1943 году в годы Великой Отечественной войны.
136-й артиллерийский полк в зоне боевых действий занимался отражением украинского контрнаступления под Работино в Запорожской области.
29 октября 2024 года Указом президента Российской Федерации полку присвоено почётное наименование «гвардейский» за «массовый героизм и отвагу, стойкость и мужество проявленные личным составом полка в боевых действиях по защите Отечества и государственных интересов в условиях вооружённых конфликтов».